# 482. pehotni polk (Wehrmacht)
Za druge 482. polke glejte 482. polk.
482. pehotni polk (izvirno nemško Infanterie-Regiment 482) je bil eden izmed pehotnih polkov v sestavi redne nemške kopenske vojske med drugo svetovno vojno.

## Zgodovina
Polk je bil ustanovljen 26. avgusta 1939 kot polk 4. vala v WK XVII iz nadomestnih bataljonov: I., II. in III. 131.; polk je bil dodeljen 262. pehotni diviziji. 
28. januarja 1940 je bil II. bataljon izvzet iz sestave in dodeljen 519. pehotnemu polku; 1. oktobra istega leta je podobna usoda doletela tudi III. bataljon, ki je bil dodeljen 447. pehotnemu polku; obe enoti sta bili nadomeščeni.
15. oktobra 1942 je bil polk preimenovan v 482. grenadirski polk.